# Захаров, Андрей Константинович
Андрей Константинович Захаров (24 июня 1917, село Долбушка, Кустанайский уезд, Тургайская область — 18 февраля 1995, Рудный, Костанайская область, Казахстан) — комбайнёр Долбушинской МТС Кустанайской области, Казахская ССР. Герой Социалистического Труда (1957).

## Биография
Родился в 1917 году в крестьянской семье в селе Долбушка Кустанайского уезда. В раннем детстве стал сиротой. Получил неполное среднее образование. С 13-летнего возраста трудился разнорабочим в совхозе «Фёдоровский». После окончания курсов механизации — тракторист Долбушинской машинно-тракторной станции в родном селе. В 1946 году окончил Боровскую районную школу механизации сельского хозяйства, после чего продолжил трудиться комбайнёром на Долбушинской МТС.
В 1956 году вместе с экипажем на спарке комбайнов «Сталинец-6» обработал зерновые на площади 1200 гектаров, намолотив 98000 пудов зерновых. Эти трудовые результаты стали рекордными во всей Казахской ССР. Указом Президиума Верховного Совета СССР от 11 февраля 1957 года удостоен звания Героя Социалистического Труда за «выдающиеся успехи, достигнутые в работе по освоению целинных и залежных земель, и получение высокого урожая» с вручением ордена Ленина и золотой медали «Серп и Молот» (№ 7351).
В августе 1957 года по состоянию здоровья вышел на пенсию. Будучи пенсионером, трудился механиком по приготовлению кормов в совхозе «Боровской». Был наставником молодых рабочих.
С 1974 года проживал в городе Рудный, где умер в феврале 1995 года.
Награды
- Герой Социалистического Труда
- Орден Ленина
- Медаль «За трудовое отличие» (05.07.1951)